# Гуру (Аватар: Легенда об Аанге)
«Гуру» (англ. The Guru) — девятнадцатый эпизод второго сезона американского мультсериала «Аватар: Легенда об Аанге».

## Сюжет
Когда Зуко выздоравливает от лихорадки, он становится новым человеком и радуется нынешней жизни. Аанг доставляет Сокку к Заливу хамелеона и улетает. Мальчик здоровается с соплеменниками и идёт к отцу. Царь Земли рассказывает отряду Азуле, замаскировавшемуся под воинов Киоши, о затмении, которое ослабит народ огня. Совет Пяти представляет Катаре план и отправляет её за печатью правителя. Аанг прибывает в Восточный храм воздуха к гуру Патику, чтобы тот научил его контролировать себя в состоянии Аватара. Гуру даёт ему луково-банановый сок. Ксин Фу и мастер Ю везут Тоф в металлической клетке домой. Азула планирует захват Ба-Синг-Се с помощью Дай Ли. Гуру рассказывает Аангу про чакры энергии в его теле. Ему нужно открыть все 7 чакр.
Первым делом Аватар открывает чакру земли у основания позвоночника через страх. Вторую, чакру воды, отвечающую за радость, Аанг открывает, вспоминая свои неправильные поступки и прощая себя за них. Сокка тем временем общается со своим отцом. К ним приближаются воины нации Огня, и Хакода говорит сыну готовиться к битве. Айро и Зуко наконец открывают собственную чайную лавку «Жасминовый дракон». Аватар открывает чакру огня через стыд, вспоминая как обжёг Катару, боясь магии огня, но гуру говорит, что ему нужно принять эту стихию для равновесия, и Аанг делает это. Агент Дай Ли подслушивает разговор Мэй и Тай Ли, узнавая, что они из племени Огня. Это было спланировано Азулой. Аватар открывает четвёртую чакру в сердце, горюя о вымирании воздушных кочевников, но вспоминая о любви к Катаре. Пятую, чакру звука, отвечающую за правду, Аанг открывает через ложь, вспоминая, как не сказал новым друзьям, что он Аватар, ибо не хотел им быть. Гуру говорит, что ему нужно смириться со своей судьбой. Шестую, чакру света, отвечающую за озарение, Аанг открывает через иллюзии, через главную о разобщённости народов. Гуру говорит, что все они единый народ, но живут так, будто это неправда. Духовный учитель также сообщает об единстве стихий, говоря, что даже металл — часть земли, просто очищенная.
В тот момент Тоф покоряет металл и пробивает клетку, чтобы выбраться из неё. Перед встречей с царём, Катара идёт в чайную и, увидев Зуко с Айро, убегает оттуда. Аватару предстоит открыть последнюю чакру космической энергии, отпустив земные привязанности. Гуру говорит ему представить то, что его держит в этом мире, и Аанг мечтает о Катаре. Наставник говорит ему отпустить её, но Аватар не хочет этого делать. Гуру говорит, что тогда энергия космоса не сможет в него проникнуть. Катара рассказывает воинам Киоши о присутствии принца Зуко и его дяди в Ба-Синг-Се, но замечает, что перед ней переодетый отряд Азулы. Тай Ли вырубает Катару блокировкой ци. Аанг нехотя соглашается попробовать закрыть последнюю чакру, но когда чувствует, что его любимая в опасности, покидает гуру. Последний говорит, что если Аанг уйдёт сейчас, то не сможет стать Аватаром, но мальчик все равно улетает. Тоф выбирается из металлической ловушки и одолевает мастера Ю и Ксин Фу, заточая их в клетку. Сокка говорит с отцом, но к нему прилетает Аанг и забирает брата Катары. Дай Ли приводят Азулу к Лонг Фенгу, и они заключают сделку. Дядя Айро получает сообщение, что их пригласили подавать чай Царю Земли.

## Отзывы

Динамика оценок IGN к эпизодам 2 сезона мультсериала

Макс Николсон из IGN поставил эпизоду оценку 9 из 10 и написал, что «серия была вдвойне потрясающей благодаря отличному балансу между персонажами, не только Аангом и Тоф, но и Зуко, Катарой и Соккой». Критик отметил, что «этот эпизод представил в мультсериале довольно сложные восточные концепции, ясно и лаконично рассказанные через метафору водоёма Патика, а также возвышенные пейзажи Восточного храма воздуха, которые сочетались с каждой чакрой». Рецензент также подчеркнул «идеальную связь» между рассказом гуру об иллюзии разделения народов и стихий с покорением Тоф металла.
Хайден Чайлдс из The A.V. Club провёл аналогию между гуру Патиком и джедаем Йодой. Критик отметил, что «каждая сцена [в эпизоде] коротка и быстро переходит к другой из вращающихся сюжетных линий». Рецензент написал, что «Катара, очевидно, не может отличить Суюки от Азулы в полном гриме», и пошутил, что «она расистка». Чайлдса также «немного обеспокоила судьба Ксин Фу и мастера Ю, которые, вероятно, умрут в металлической клетке», и он утешил себя тем, что «к счастью, мы не знаем наверняка».
Screen Rant и CBR поставили серию на 5 место в топе лучших эпизодов 2 сезона мультсериала по версии IMDb. Screen Rant также включил серию в топ лучших эпизодов по версии Reddit.